# 侯锋
侯锋（1928年2月3日—2020年11月7日），男，山东平度人。中国黄瓜育种专家，被誉为“黄瓜王”，中国工程院院士。

## 生平
1954年，侯锋从北京农业大学(今中国农业大学)园艺系毕业，被分配到天津做农业技术员。中国的黄瓜抗病育种研究始于20世纪60年代，侯锋与农学出身的妻子吕淑珍就是这个领域的领军人物，其对黄瓜的育种研究始于1957年，在其主持下开展了对黄瓜地方品种的整理研究，次年其主持了日光温室黄瓜栽培试验研究。
文革期间，侯锋被打成“牛鬼蛇神”，但其育种实验被允许继续进行。
1969年，侯锋培育的能抵抗霜霉病、白粉病两种叶部病害的黄瓜新品种津研1号诞生。1978年，侯锋先后培育出的津研1、2、3号解决了中国国内黄瓜品种劣质低产抗病性差的难题，并在全国科技大会上获奖。
1980年，时任天津市农业科学院副院长的侯锋投身于解决实际生产问题，被认为是“不务正业”。直至1985年3月，受中共中央发布的《关于科学技术体制改革的决定》政策激励，侯锋离开其课题组，创建天津市黄瓜研究所(现称天津科润黄瓜研究所)，走上创业之路。
1983年，侯锋、吕淑珍牵头的黄瓜抗病育种课题组所育出的品种占到了全中国露地黄瓜种植总面积的80%，将黄瓜亩产从约1500公斤提至5000公斤以上，这被认为是中国黄瓜生产史上首次品种更新换代。
1999年，侯锋当选为中国工程院院士。2001年，其先后获得天津市科技重大成就奖、天津市农业科学院特别贡献奖，并将总共150万元奖金捐给天津市农科院，设立“侯锋青年科技奖励基金”。
2020年11月7日，侯锋在天津市病逝，享年92岁。